# Vstupní draft NHL 2017

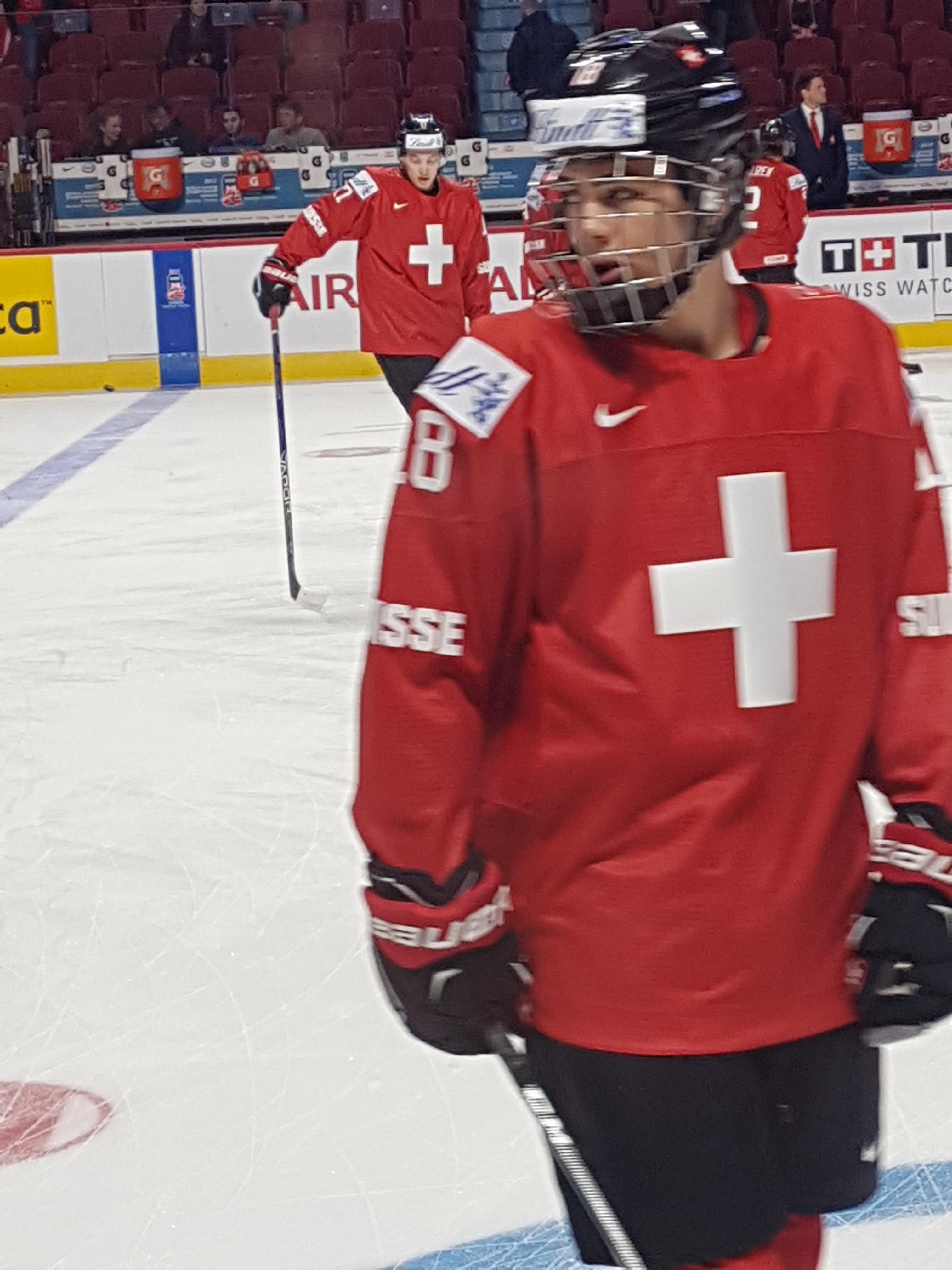
Jednička draftu Švýcar Nico Hischier

Vstupní draft NHL 2017 byl 55. vstupním draftem v historii NHL. Konal se od 23. června do 24. června 2017 v United Center v Chicagu, ve státě Illinois, ve Spojených státech amerických (v domácí aréně Chicaga Blackhawks). Chicago hostilo vstupní draft poprvé.

## Věkové omezení
Nárok na výběr v draftu měli lední hokejisté narození v období od 1. ledna 1997 do 15. září 1999. Kromě toho, nedraftování hráči, kteří se narodili mimo Severní Ameriku v roce 1996, mohli být rovněž vybráni v draftu. Navíc hráči, kteří byli draftováni v roce 2015, ale nepodepsali do draftu žádnou profesionální smlouvu v NHL, a kteří se narodili po 30. červnu 1997, mohli být rovněž oprávnění být znovu draftováni.

## Loterie před draftem
Všech čtrnáct týmů, které se v sezóně NHL 2012/2013 neprobojovali do play-off o Stanley Cupu měly větší šanci získat první celkový výběr tohoto draftu. Počínaje sezónou 2014/2015 změnila NHL systém, který byl použit v minulých letech. Podle nového systému se šance na výhru v loterii před draftem pro čtyři nejhorší týmy v lize snížily, zatímco šance pro ostatní nepostupující týmy do play-off se zvýšily. Počínaje tímto návrhem budou první tři výběry uděleny losováním. Do draftu byl začleněn nový tým NHL - Vegas Golden Knights, jenž byl nasazen jakoby v předešlé sezóně získal stejně jako třetí nejslabší tým (Arizona Coyotes). Šance na výhru druhého a třetího výběru se zvýší podle toho, který tým vyhrál předchozí losování. Loterie před draftem se konala dne 29. dubna 2017. Nejlépe z ní vyšlo New Jersey Devils, které si tak polepšilo z 5. místa předloterijní pozice, také druhá v pořadí Philadelphia Flyers a třetí Dallas Stars svá umístění v prognózách pro výběr vylepšili, když se posunuli z třináctého, respektive osmého místa. V tomto procesu původně největší favorit Colorado Avalanche kleslo o tři místa z první výběrové příčky na čtvrtou celkově.
| Označuje mužstvo, které má možnost prvního výběru |
| Označuje mužstvo, které má možnost druhého výběru |
| Označuje mužstvo, které má možnost třetího výběru |
| Označuje mužstvo, které v loterii neuspělo        |

| Tým          | 1.    | 2.    | 3.    | 4.    | 5.    | 6.    | 7.    | 8.    | 9.    | 10.   | 11.   | 12.   | 13.   | 14.   | 15.   |
| ------------ | ----- | ----- | ----- | ----- | ----- | ----- | ----- | ----- | ----- | ----- | ----- | ----- | ----- | ----- | ----- |
| Colorado     | 18.0% | 16.0% | 14.1% | 52.0% |       |       |       |       |       |       |       |       |       |       |       |
| Vancouver    | 12.1% | 11.8% | 11.3% | 34.0% | 30.7% |       |       |       |       |       |       |       |       |       |       |
| Las Vegas    | 10.3% | 10.3% | 10.1% | 11.8% | 39.3% | 18.1% |       |       |       |       |       |       |       |       |       |
| Arizona      | 10.3% | 10.3% | 10.1% | 2.1%  | 22.8% | 34.6% | 9.7%  |       |       |       |       |       |       |       |       |
| New Jersey   | 8.5%  | 8.7%  | 8.8%  |       | 7.2%  | 33.0% | 28.7% | 5.2%  |       |       |       |       |       |       |       |
| Buffalo      | 7.6%  | 7.8%  | 8.0%  |       |       | 14.3% | 38.2% | 21.4% | 2.6%  |       |       |       |       |       |       |
| Detroit      | 6.7%  | 7.0%  | 7.2%  |       |       |       | 23.4% | 39.7% | 14.8% | 1.2%  |       |       |       |       |       |
| Dallas       | 5.8%  | 6.1%  | 6.4%  |       |       |       |       | 33.7% | 37.9% | 9.5%  | 0.5%  |       |       |       |       |
| Florida      | 5.4%  | 5.7%  | 6.0%  |       |       |       |       |       | 44.7% | 32.7% | 5.4%  | 0.2%  |       |       |       |
| Los Angeles  | 4.5%  | 4.8%  | 5.1%  |       |       |       |       |       |       | 56.5% | 26.4% | 2.7%  | 0.1%  |       |       |
| Carolina     | 3.2%  | 3.4%  | 3.7%  |       |       |       |       |       |       |       | 67.8% | 20.7% | 1.3%  | <0.1% |       |
| Winnipeg     | 2.7%  | 2.9%  | 3.2%  |       |       |       |       |       |       |       |       | 76.4% | 14.3% | 0.5%  | <0.1% |
| Philadelphia | 2.2%  | 2.4%  | 2.7%  |       |       |       |       |       |       |       |       |       | 84.3% | 8.3%  | 0.1%  |
| Tampa Bay    | 1.8%  | 2.0%  | 2.2%  |       |       |       |       |       |       |       |       |       |       | 91.2% | 2.9%  |
| NY Islanders | 0.9%  | 1.0%  | 1.1%  |       |       |       |       |       |       |       |       |       |       |       | 97.0% |

## Největší naděje
Zdroj: Centrální úřad skautingu NHL (NHL Central Scouting Bureau) konečné pořadí (11. dubna 2017).
| Pořadí | Severoameričtí bruslaři | Evropští bruslaři           |
| ------ | ----------------------- | --------------------------- |
| 1      | Nolan Patrick (C)       | Klim Kostin (C/LK)          |
| 2      | Nico Hischier (C)       | Elias Pettersson (C)        |
| 3      | Casey Mittelstadt (C)   | Lias Andersson (C)          |
| 4      | Gabriel Vilardi (C)     | Miro Heiskanen (O)          |
| 5      | Michael Rasmussen (C)   | Martin Nečas (C)            |
| 6      | Cody Glass (C)          | Timothy Liljegren (O)       |
| 7      | Owen Tippett (PK)       | Kristian Vesalainen (LK/PK) |
| 8      | Eeli Tolvanen (PK)      | Urho Vaakanainen (O)        |
| 9      | Cale Makar (O)          | Erik Brännström (O)         |
| 10     | Nick Suzuki (C)         | Jesper Boqvist (C)          |

| Pořadí | Severoameričtí brankáři | Evropští brankáři    |
| ------ | ----------------------- | -------------------- |
| 1      | Jake Oettinger          | Ukko-Pekka Luukkonen |
| 2      | Keith Petruzzelli       | Olle Eriksson Ek     |
| 3      | Ian Scott               | Adam Åhman           |

## Výběry v jednotlivých kolech

### První kolo

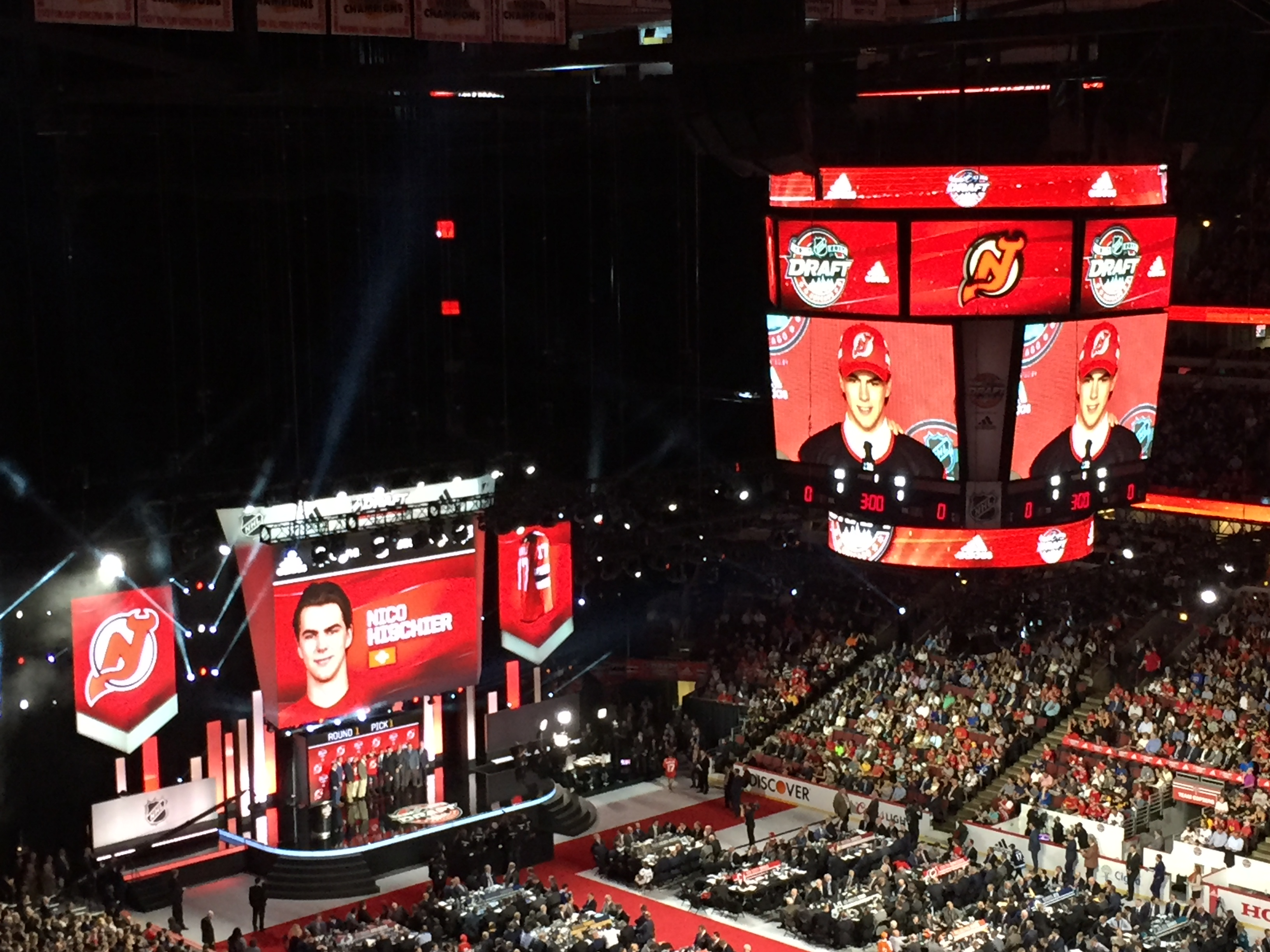
Pódium po Hischierově výběru týmem New Jersey Devils.

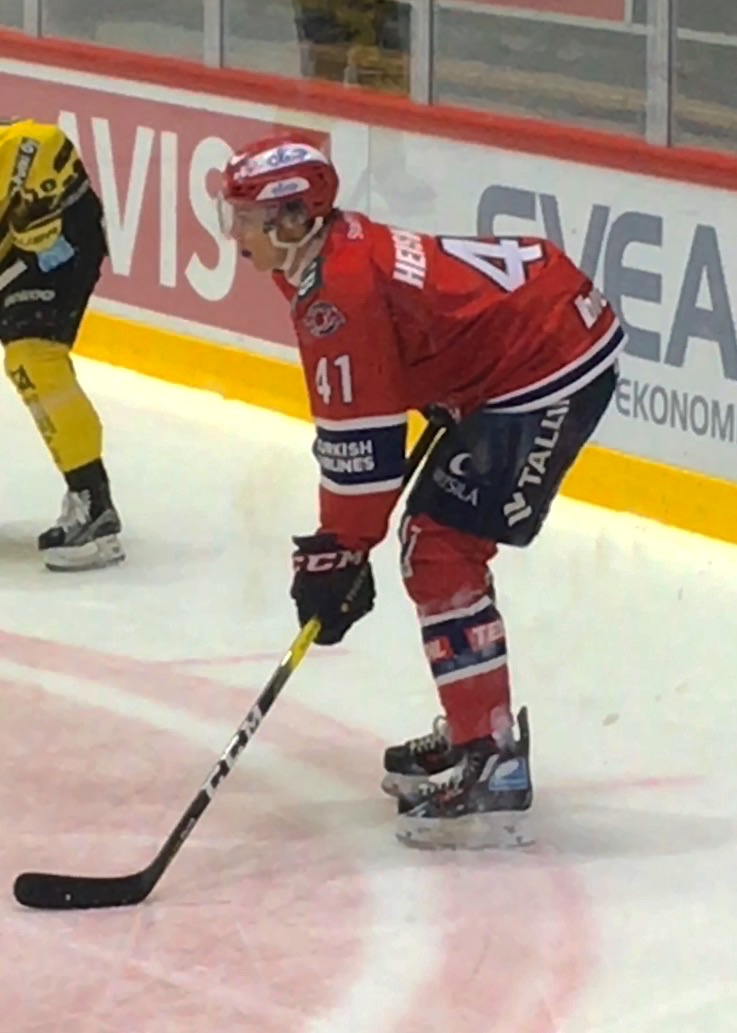
Miro Heiskanen, vybrán 3. celkově Dallasem Stars.

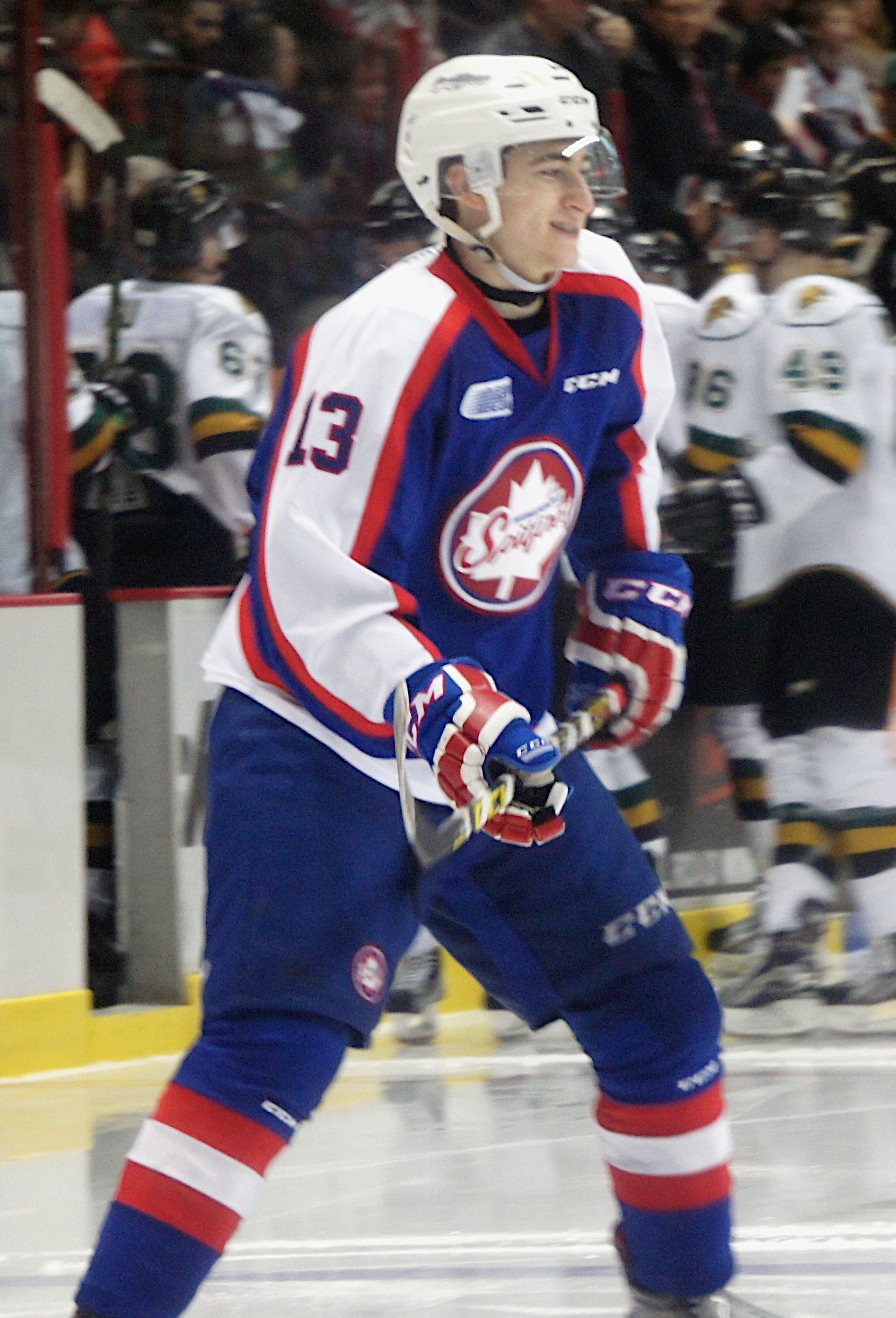
Gabriel Vilardi, vybrán 11. celkově Los Angeles Kings.

| #  | Hráč                      | Národnost | Tým NHL                                            | Studentský/juniorský/klubový tým  |
| -- | ------------------------- | --------- | -------------------------------------------------- | --------------------------------- |
| 1  | Nico Hischier (C)         | Švýcarsko | New Jersey Devils                                  | Halifax Mooseheads (QMJHL)        |
| 2  | Nolan Patrick (C)         | Kanada    | Philadelphia Flyers                                | Brandon Wheat Kings (WHL)         |
| 3  | Miro Heiskanen (O)        | Finsko    | Dallas Stars                                       | HIFK (Liiga)                      |
| 4  | Cale Makar (O)            | Kanada    | Colorado Avalanche                                 | Brooks Bandits (AJHL)             |
| 5  | Elias Pettersson (C)      | Švédsko   | Vancouver Canucks                                  | Timrå IK (HockeyAllsvenskan)      |
| 6  | Cody Glass (C)            | Kanada    | Vegas Golden Knights                               | Portland Winterhawks (WHL)        |
| 7  | Lias Andersson (C)        | Švédsko   | New York Rangers (z Arizony)                       | HV71 (SHL)                        |
| 8  | Casey Mittelstadt (C)     | USA       | Buffalo Sabres                                     | Green Bay Gamblers (USHL)         |
| 9  | Michael Rasmussen (C)     | Kanada    | Detroit Red Wings                                  | Tri-City Americans (WHL)          |
| 10 | Owen Tippett (PK)         | Kanada    | Florida Panthers                                   | Mississauga Steelheads (OHL)      |
| 11 | Gabriel Vilardi (C)       | Kanada    | Los Angeles Kings                                  | Windsor Spitfires (OHL)           |
| 12 | Martin Nečas (PK)         | Česko     | Carolina Hurricanes                                | HC Kometa Brno (ČELH)             |
| 13 | Nick Suzuki (C)           | Kanada    | Vegas Golden Knights (z Winnipegu)                 | Owen Sound Attack (OHL)           |
| 14 | Callan Foote (O)          | Kanada    | Tampa Bay Lightning                                | Kelowna Rockets (WHL)             |
| 15 | Erik Brännström (O)       | Švédsko   | Vegas Golden Knights (z NY Islanders)              | HV71 (SHL)                        |
| 16 | Juuso Valimaki (O)        | Finsko    | Calgary Flames                                     | Tri-City Americans (WHL)          |
| 17 | Timothy Liljegren (O)     | Švédsko   | Toronto Maple Leafs                                | Rögle BK (SHL)                    |
| 18 | Urho Vaakanainen (O)      | Finsko    | Boston Bruins                                      | JYP Jyväskylä (Liiga)             |
| 19 | Josh Norris (C)           | USA       | San Jose Sharks                                    | U.S. NTDP (USHL)                  |
| 20 | Robert Thomas (C)         | Kanada    | St. Louis Blues                                    | London Knights (OHL)              |
| 21 | Filip Chytil (C)          | Česko     | New York Rangers                                   | PSG Zlín (ČELH)                   |
| 22 | Kailer Yamamoto (PK)      | USA       | Edmonton Oilers                                    | Spokane Chiefs (WHL)              |
| 23 | Pierre-Olivier Joseph (O) | Kanada    | Arizona Coyotes (z Minnesoty)                      | Charlottetown Islanders (QMJHL)   |
| 24 | Kristian Vesalainen (PK)  | Finsko    | Winnipeg Jets (z Columbusu přes Las Vegas)         | Frölunda HC (SHL)                 |
| 25 | Ryan Poehling (C)         | USA       | Montreal Canadiens                                 | St. Cloud State (NCHC)            |
| 26 | Jake Oettinger (B)        | USA       | Dallas Stars (z Chicaga)                           | Boston University (HE)            |
| 27 | Morgan Frost (C)          | Kanada    | Philadelphia Flyers (z Washingtonu přes St. Louis) | Sault Ste. Marie Greyhounds (OHL) |
| 28 | Shane Bowers (C)          | Kanada    | Ottawa Senators                                    | Waterloo Black Hawks (USHL)       |
| 29 | Henri Jokiharju (O)       | Finsko    | Chicago Blackhawks (z Anaheimu přes Dallas)        | Portland Winterhawks (WHL)        |
| 30 | Eeli Tolvanen (PK)        | Finsko    | Nashville Predators                                | Sioux City Musketeers (USHL)      |
| 31 | Klim Kostin (C/LW)        | Rusko     | St. Louis Blues (z Pittsburghu)                    | Dynamo Moskva (KHL)               |

### Druhé kolo

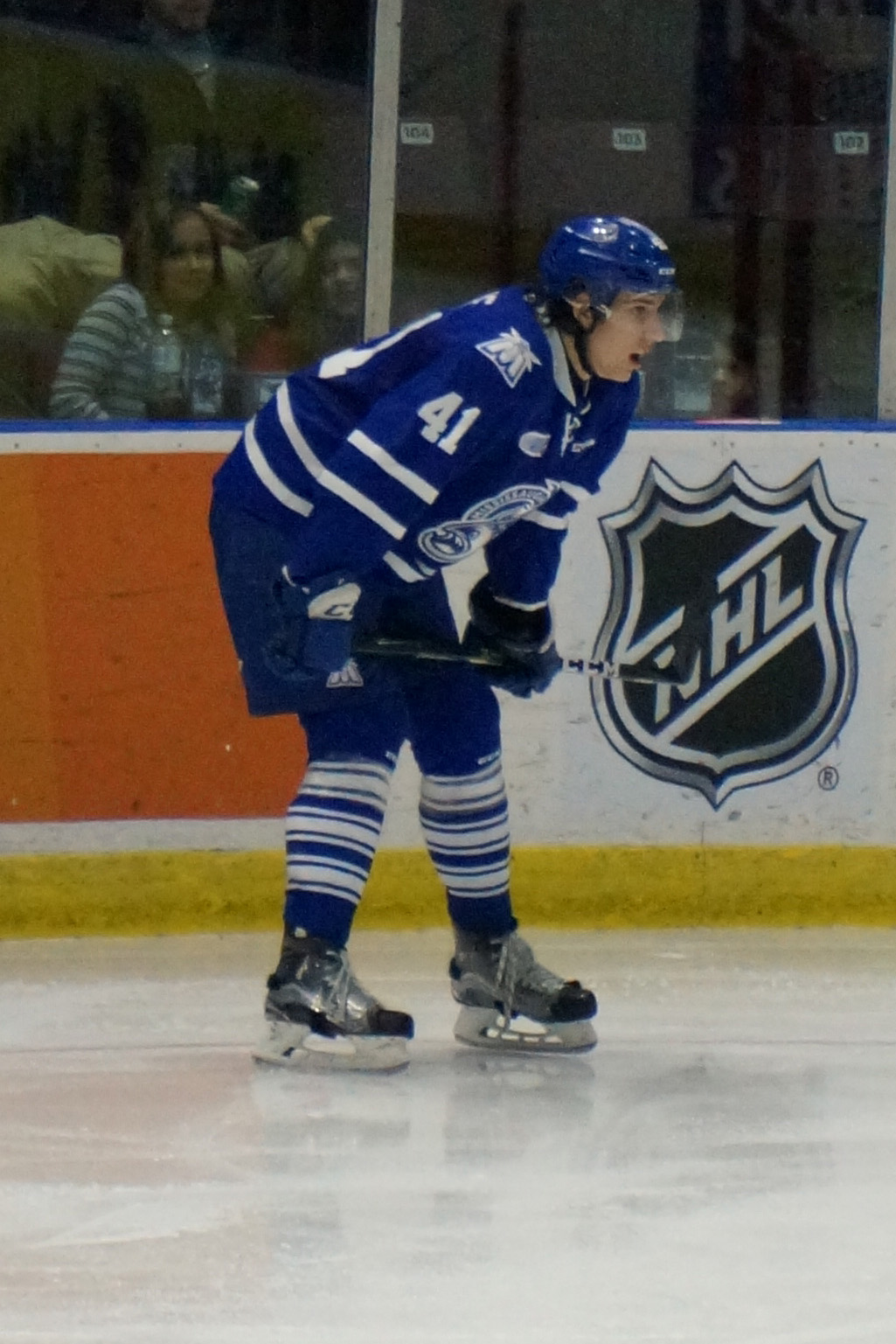
Nicolas Hague, vybrán 34. celkově Vegas Golden Knights.

| #  | Hráč                     | Národnost | Tým NHL                                            | Studentský/juniorský/klubový tým  |
| -- | ------------------------ | --------- | -------------------------------------------------- | --------------------------------- |
| 32 | Conor Timmins (O)        | Kanada    | Colorado Avalanche                                 | Sault Ste. Marie Greyhounds (OHL) |
| 33 | Kole Lind (PK)           | Kanada    | Vancouver Canucks                                  | Kelowna Rockets (WHL)             |
| 34 | Nicolas Hague (O)        | Kanada    | Vegas Golden Knights                               | Mississauga Steelheads (OHL)      |
| 35 | Isaac Ratcliffe (C)      | Kanada    | Philadelphia Flyers (z Arizony)                    | Guelph Storm (OHL)                |
| 36 | Jesper Boqvist (PK)      | Švédsko   | New Jersey Devils                                  | Brynas IF (SHL)                   |
| 37 | Marcus Davidsson (PK)    | Švédsko   | Buffalo Sabres                                     | Djurgardens IF Hockey (SHL)       |
| 38 | Gustav Lindström (O)     | Švédsko   | Detroit Red Wings                                  | Almtuna IS (HockeyAllsvenskan)    |
| 39 | Jason Robertson (PK)     | USA       | Dallas Stars                                       | Kingston Frontenacs (OHL)         |
| 40 | Aleksi Heponiemi (C)     | Finsko    | Florida Panthers                                   | Swift Current Broncos (WHL)       |
| 41 | Jaret Anderson-Dolan (C) | Kanada    | Los Angeles Kings                                  | Spokane Chiefs (WHL)              |
| 42 | Eetu Luostarinen (C)     | Finsko    | Carolina Hurricanes                                | KalPa (Liiga)                     |
| 43 | Dylan Samberg (O)        | USA       | Winnipeg Jets                                      | Hermantown High (USHS)            |
| 44 | Filip Westerlund (O)     | Švédsko   | Arizona Coyotes (z Philadelphie)                   | Frolunda HC (SHL)                 |
| 45 | Alexandre Texier (C)     | Francie   | Columbus Blue Jackets (z Tampy Bay přes Vegas)     | Brûleurs de Loups (Ligue Magnus)  |
| 46 | Robin Salo (O)           | Finsko    | New York Islanders                                 | Vaasan Sport (Liiga)              |
| 47 | Alex Formenton (LK)      | Kanada    | Ottawa Senators (z Calgary)                        | London Knights (OHL)              |
| 48 | Alexandr Volkov (PK)     | Rusko     | Tampa Bay Lightning (z Toronta)                    | SKA-1946 St. Petersburg (MHL)     |
| 49 | Mario Ferraro (O)        | Kanada    | San Jose Sharks (z Bostonu přes New Jersey)        | Des Moines Buccaneers (USHL)      |
| 50 | Maxime Comtois (LK)      | Kanada    | Anaheim Ducks (ze San Jose přes Toronto)           | Victoriaville Tigres (QMJHL)      |
| 51 | Zachary Lauzon (O)       | Kanada    | Pittsburgh Penguins (ze St. Louis)                 | Rouyn-Noranda Huskies (QMJHL)     |
| 52 | Luke Martin (O)          | USA       | Carolina Hurricanes (z NY Rangers)                 | University of Michigan (B1G)      |
| 53 | Jack Studnicka (C)       | Kanada    | Boston Bruins (z Edmontonu)                        | Oshawa Generals (OHL)             |
| 54 | Ukko-Pekka Luukkonen (B) | Finsko    | Buffalo Sabres (z Minnesoty)                       | HPK (junioři) (Jr. A SM-liiga)    |
| 55 | Jonah Gadjovich (LK)     | Kanada    | Vancouver Canucks (z Columbusu)                    | Owen Sound Attack (OHL)           |
| 56 | Josh Brook (O)           | Kanada    | Montreal Canadiens                                 | Moose Jaw Warriors (WHL)          |
| 57 | Ian Mitchell (O)         | Kanada    | Chicago Blackhawks                                 | Spruce Grove Saints (AJHL)        |
| 58 | Joni Ikonen (C)          | Finsko    | Montreal Canadiens (z Washingtonu)                 | Frolunda HC (SHL)                 |
| 59 | Eemeli Rasanen (O)       | Finsko    | Toronto Maple Leafs (z Ottawy)                     | Kingston Frontenacs (OHL)         |
| 60 | Antoine Morand (C)       | Kanada    | Anaheim Ducks                                      | Acadie–Bathurst Titan (QMJHL)     |
| 61 | Grant Mismash (C)        | USA       | Nashville Predators                                | U.S. NTDP (USHL)                  |
| 62 | Jake Leschyshyn (C)      | Kanada    | Vegas Golden Knights (z Pittsburghu přes Carolinu) | Regina Pats (WHL)                 |

### Třetí kolo
| #  | Hráč                      | Národnost | Tým NHL                                               | Studentský/juniorský/klubový tým  |
| -- | ------------------------- | --------- | ----------------------------------------------------- | --------------------------------- |
| 63 | Fabian Zetterlund (LK)    | Švédsko   | New Jersey Devils (z Colorada)                        | Farjestad BK J20 (SuperElit)      |
| 64 | Michael DiPietro (B)      | Kanada    | Vancouver Canucks                                     | Windsor Spitfires (OHL)           |
| 65 | Jonas Røndbjerg (PK)      | Dánsko    | Vegas Golden Knights                                  | Vaxjo Lakers J20 (SuperElit)      |
| 66 | Max Gildon (O)            | USA       | Florida Panthers (z Arizony)                          | U.S. NTDP (USHL)                  |
| 67 | Morgan Geekie (C)         | Kanada    | Carolina Hurricanes (z New Jersey)                    | Tri-City Americans (WHL)          |
| 68 | Scott Walford (O)         | Kanada    | Montreal Canadiens (z Buffala)                        | Victoria Royals (WHL)             |
| 69 | MacKenzie Entwistle (PK)  | Kanada    | Arizona Coyotes (z Detroitu přes San Jose)            | Hamilton Bulldogs (OHL)           |
| 70 | Andrej Altybarmakjan (PK) | Rusko     | Chicago Blackhawks (z Dallasu)                        | Lvy-St. Petersburg (MHL)          |
| 71 | Kasper Kotkansalo (O)     | Finsko    | Detroit Red Wings (z Floridy)                         | Sioux Falls Stampede (USHL)       |
| 72 | Matt Villalta (B)         | Kanada    | Los Angeles Kings                                     | Sault Ste. Marie Greyhounds (OHL) |
| 73 | Stelio Mattheos (PK)      | Kanada    | Carolina Hurricanes                                   | Brandon Wheat Kings (WHL)         |
| 74 | Johnathan Kovacevic (O)   | Kanada    | Winnipeg Jets                                         | Merrimack College (HE)            |
| 75 | Nate Schnarr (C)          | Kanada    | Arizona Coyotes (z Philadelphie)                      | Guelph Storm (OHL)                |
| 76 | Alexej Lipanov (C)        | Rusko     | Tampa Bay Lightning                                   | Dynamo Balashikha (VHL)           |
| 77 | Benjamin Mirageas (O)     | USA       | New York Islanders                                    | Chicago Steel (USHL)              |
| 78 | Stuart Skinner (B)        | Kanada    | Edmonton Oilers (z Calgary přes Arizonu)              | Lethbridge Hurricanes (WHL)       |
| 79 | Lane Zablocki (PK)        | Kanada    | Detroit Red Wings (z Toronta)                         | Red Deer Rebels (WHL)             |
| 80 | Kirill Ustimenko (B)      | Rusko     | Philadelphia Flyers (z Bostonu)                       | HC Dinamo Saint Petersburg (MHL)  |
| 81 | Reilly Walsh (O)          | USA       | New Jersey Devils (ze San Jose)                       | Chicago Steel (USHL)              |
| 82 | Cameron Crotty (O)        | Kanada    | Arizona Coyotes (ze St. Louis přes Edmonton)          | Brockville Braves (CCHL)          |
| 83 | Zachary Gallant (C)       | Kanada    | Detroit Red Wings (z NY Rangers)                      | Peterborough Petes (OHL)          |
| 84 | Dmitrij Samorukov (O)     | Rusko     | Edmonton Oilers                                       | Guelph Storm (OHL)                |
| 85 | Ivan Lodnia (PK)          | USA       | Minnesota Wild                                        | Erie Otters (OHL)                 |
| 86 | Daniil Tarasov (B)        | Rusko     | Columbus Blue Jackets                                 | Tolpar Ufa (MHL)                  |
| 87 | Cale Fleury (O)           | Kanada    | Montreal Canadiens                                    | Kootenay Ice (WHL)                |
| 88 | Keith Petruzzelli (B)     | USA       | Detroit Red Wings (z Chicaga přes Carolinu a Chicago) | Muskegon Lumberjacks (USHL)       |
| 89 | Oskari Laaksonen (O)      | Finsko    | Buffalo Sabres (z Washingtonu)                        | Ilves (junioři) (Jr. A SM-liiga)  |
| 90 | Evan Barratt (C)          | USA       | Chicago Blackhawks (z Ottawy přes Carolinu)           | U.S. NTDP (USHL)                  |
| 91 | Jack Badini (LK)          | USA       | Anaheim Ducks                                         | Chicago Steel (USHL)              |
| 92 | David Farrance (O)        | USA       | Nashville Predators                                   | U.S. NTDP (USHL)                  |
| 93 | Clayton Phillips (O)      | USA       | Pittsburgh Penguins                                   | Fargo Force (USHL)                |

### Čtvrté kolo

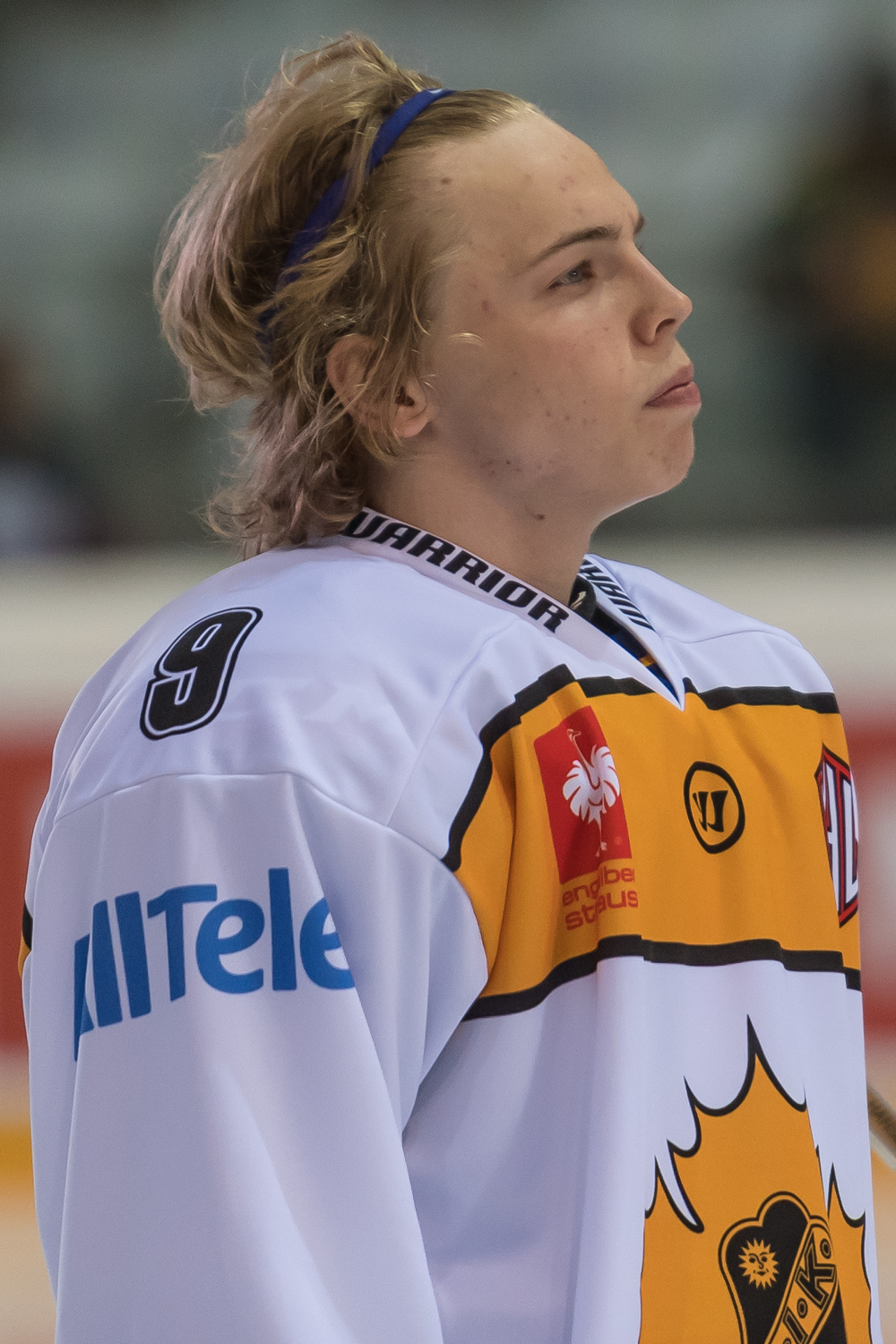
Tim Söderlund, vybrán 112. celkově Chicagem Blackhawks.

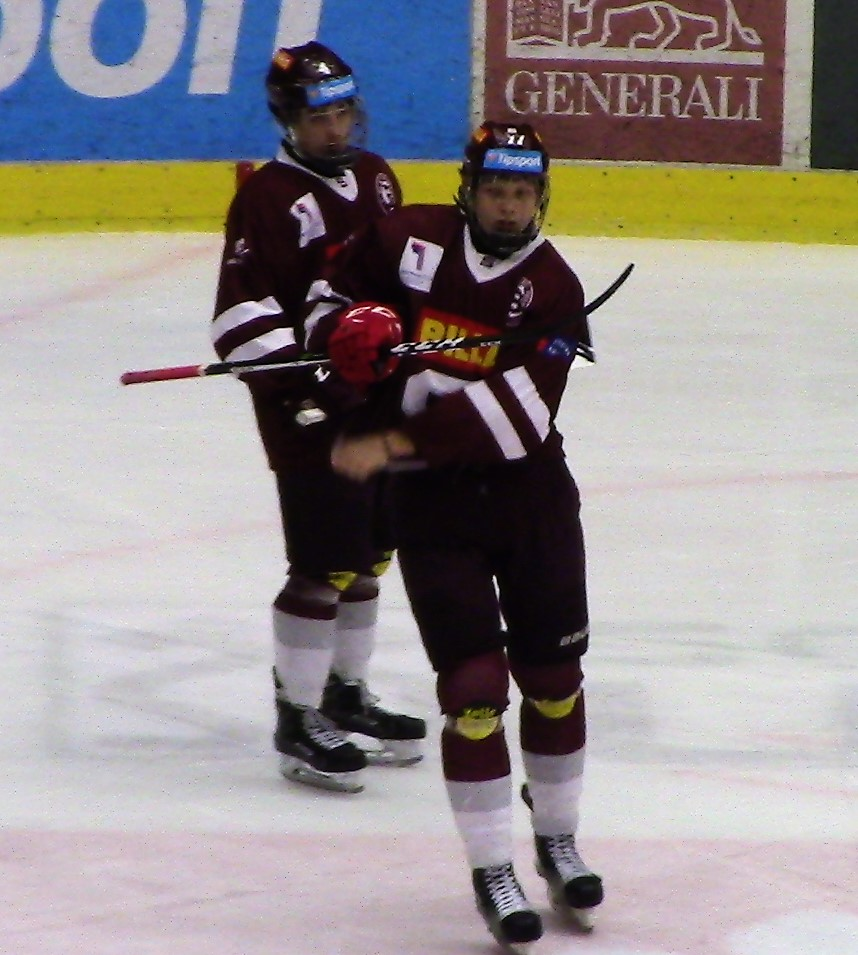
Ostap Safin, vybrán 115. celkově Edmontonem Oilers.

| #   | Hráč                  | Národnost | Tým NHL                                                        | Studentský/juniorský/klubový tým     |
| --- | --------------------- | --------- | -------------------------------------------------------------- | ------------------------------------ |
| 94  | Nick Henry (PK)       | Kanada    | Colorado Avalanche                                             | Regina Pats (WHL)                    |
| 95  | Jack Rathbone (O)     | USA       | Vancouver Canucks                                              | Dexter School (USHS)                 |
| 96  | Maksim Zhukov (B)     | Rusko     | Vegas Golden Knights                                           | Green Bay Gamblers (USHL)            |
| 97  | Mason Shaw (C)        | Kanada    | Minnesota Wild (z týmu Arizona)                                | Medicine Hat Tigers (WHL)            |
| 98  | Nikita Popugajev (PK) | Rusko     | New Jersey Devils                                              | Prince George Cougars (WHL)          |
| 99  | Jacob Bryson (O)      | Kanada    | Buffalo Sabres                                                 | Providence College (Hockey East)     |
| 100 | Malte Setkov (O)      | Dánsko    | Detroit Red Wings                                              | Malmo Redhawks J20 (SuperElit)       |
| 101 | Liam Hawel (C)        | Kanada    | Dallas Stars                                                   | Guelph Storm (OHL)                   |
| 102 | Scott Reedy (C)       | USA       | San Jose Sharks (z týmu Florida přes NY Rangers)               | U.S. NTDP (USHL)                     |
| 103 | Mikey Anderson (O)    | USA       | Los Angeles Kings                                              | Waterloo Black Hawks (USHL)          |
| 104 | Eetu Makiniemi (B)    | Finsko    | Carolina Hurricanes                                            | Jokerit (junioři) (Jr. A SM-liiga)   |
| 105 | Santeri Virtanen (Ú)  | Finsko    | Winnipeg Jets                                                  | TPS (junioři) (Jr. A SM-liiga)       |
| 106 | Matthew Strome (LK)   | Kanada    | Philadelphia Flyers                                            | Hamilton Bulldogs (OHL)              |
| 107 | Maxim Suško (PK)      | Bělorusko | Philadelphia Flyers (z týmu Tampa Bay)                         | Owen Sound Attack (OHL)              |
| 108 | Noel Hoefenmayer (O)  | Kanada    | Arizona Coyotes (z týmu NY Islanders přes Philadelphia)        | Ottawa 67's (OHL)                    |
| 109 | Adam Růžička (C)      | Slovensko | Calgary Flames                                                 | Sarnia Sting (OHL)                   |
| 110 | Ian Scott (B)         | Kanada    | Toronto Maple Leafs                                            | Prince Albert Raiders (WHL)          |
| 111 | Jeremy Swayman (B)    | USA       | Boston Bruins                                                  | Sioux Falls Stampede (USHL)          |
| 112 | Tim Söderlund (C/LW)  | Švédsko   | Chicago Blackhawks (z týmu San Jose přes Vancouver)            | Skellefteå AIK (SHL)                 |
| 113 | Alexej Toropčenko (Ú) | Rusko     | St. Louis Blues                                                | HK MVD Balašicha (MHL)               |
| 114 | Petr Kváča (B)        | Česko     | Colorado Avalanche (z týmu NY Rangers)                         | Motor České Budějovice (WSM liga)    |
| 115 | Ostap Safin (PK)      | Česko     | Edmonton Oilers                                                | HC Sparta Praha (ČELH)               |
| 116 | Bryce Misley (C)      | Kanada    | Minnesota Wild                                                 | Oakville Blades (OJHL)               |
| 117 | Emil Bemström (C)     | Švédsko   | Columbus Blue Jackets                                          | Leksands IF J20 (SuperElit)          |
| 118 | Markus Phillips (O)   | Kanada    | Los Angeles Kings (z týmu Montreal přes Dallas)                | Owen Sound Attack (OHL)              |
| 119 | Roope Laavainen (O)   | Finsko    | Chicago Blackhawks                                             | Jokerit (junioři) (Jr. A SM-liiga)   |
| 120 | Tobias Geisser (O)    | Švýcarsko | Washington Capitals                                            | EV Zug (NLA)                         |
| 121 | Drake Batherson (C)   | Kanada    | Ottawa Senators                                                | Cape Breton Screaming Eagles (QMJHL) |
| 122 | Kyle Olson (C)        | Kanada    | Anaheim Ducks                                                  | Tri-City Americans (WHL)             |
| 123 | Brandon Crawley (O)   | USA       | New York Rangers (z týmu Nashville přes New Jersey a San Jose) | London Knights (OHL)                 |
| 124 | Vladislav Kara (C)    | Rusko     | Toronto Maple Leafs (z týmu Pittsburgh)                        | Irbis Kazan (MHL)                    |

### Páté kolo

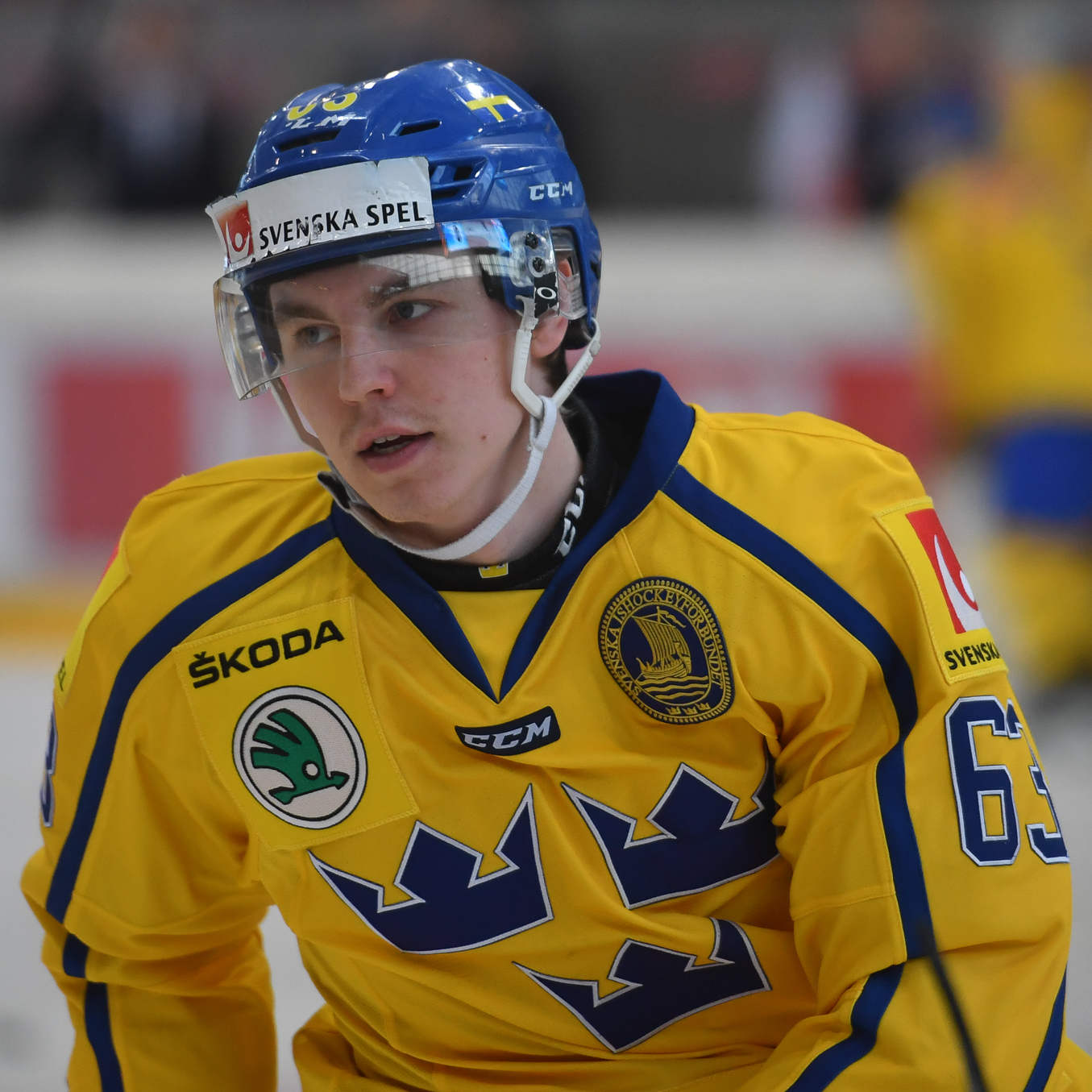
Sebastian Aho, vybrán 139. celkově New York Islanders.

| #   | Hráč                      | Národnost | Tým NHL                                            | Studentský/juniorský/klubový tým     |
| --- | ------------------------- | --------- | -------------------------------------------------- | ------------------------------------ |
| 125 | Igor Švyrov (C)           | Rusko     | Colorado Avalanche                                 | Stalnye Lisy (MHL)                   |
| 126 | Michael Karow (O)         | USA       | Arizona Coyotes (z týmu Vancouver přes Edmonton)   | Youngstown Phantoms (USHL)           |
| 127 | Lucas Elvenes (PK)        | Švédsko   | Vegas Golden Knights                               | Rögle BK J20 (SuperElit)             |
| 128 | Tyler Steenbergen (C)     | Kanada    | Arizona Coyotes                                    | Swift Current Broncos (WHL)          |
| 129 | Gilles Senn (B)           | Švýcarsko | New Jersey Devils                                  | HC Davos (NLA)                       |
| 130 | David Noel (O)            | Kanada    | St. Louis Blues (z týmu Buffalo)                   | Val-d'Or Foreurs (QMJHL)             |
| 131 | Cole Fraser (O)           | Kanada    | Detroit Red Wings                                  | Peterborough Petes (OHL)             |
| 132 | Jacob Peterson (C)        | Švédsko   | Dallas Stars                                       | Frolunda HC J20 (SuperElit)          |
| 133 | Tyler Inamoto (O)         | USA       | Florida Panthers                                   | U.S. NTDP (USHL)                     |
| 134 | Cole Hults (O)            | USA       | Los Angeles Kings                                  | Madison Capitals (USHL)              |
| 135 | Kristoffer Gunnarsson (O) | Švédsko   | Vancouver Canucks (z týmu Carolina přes Chicago)   | IK Oskarshamn (HockeyAllsvenskan)    |
| 136 | Leon Gawanke (O)          | Německo   | Winnipeg Jets                                      | Cape Breton Screaming Eagles (QMJHL) |
| 137 | Noah Cates (LK)           | USA       | Philadelphia Flyers                                | Stillwater High (USHS)               |
| 138 | Drake Rymsha (C)          | USA       | Los Angeles Kings (z týmu Tampa Bay)               | Sarnia Sting (OHL)                   |
| 139 | Sebastian Aho (O)         | Švédsko   | New York Islanders                                 | Skelleftea AIK (SHL)                 |
| 140 | Zach Fischer (PK)         | Kanada    | Calgary Flames                                     | Medicine Hat Tigers (WHL)            |
| 141 | Fedor Gordeev (O)         | Kanada    | Toronto Maple Leafs                                | Flint Firebirds (OHL)                |
| 142 | Jonathan Dugan (C)        | USA       | Vegas Golden Knights (z týmu Boston přes Carolina) | Northwood School (USHS)              |
| 143 | Marián Studenič (PK)      | Slovensko | New Jersey Devils (z týmu San Jose)                | Hamilton Bulldogs (OHL)              |
| 144 | Parker Foo (Ú)            | Kanada    | Chicago Blackhawks (z týmu St. Louis)              | Brooks Bandits (AJHL)                |
| 145 | Calle Själin (O)          | Švédsko   | New York Rangers                                   | Ostersunds IK (Hockeyettan)          |
| 146 | Kirill Maximov (PK)       | Rusko     | Edmonton Oilers                                    | Niagara (OHL)                        |
| 147 | Jacob Golden (O)          | Kanada    | Minnesota Wild                                     | London Knights (OHL)                 |
| 148 | Kale Howarth (LK)         | Kanada    | Columbus Blue Jackets                              | Trail Smoke Eaters (BCHL)            |
| 149 | Jarret Tyszka (O)         | Kanada    | Montreal Canadiens                                 | Seattle Thunderbirds (WHL)           |
| 150 | Jakub Galvas (O)          | Česko     | Chicago Blackhawks                                 | HC Olomouc (ČELH)                    |
| 151 | Sebastian Walfridsson (O) | Švédsko   | Washington Capitals                                | MODO J20 (SuperElit)                 |
| 152 | Jan Drozg (LK)            | Slovinsko | Pittsburgh Penguins (z týmu Ottawa)                | Leksand U18 (J18 Elit)               |
| 153 | Olle Eriksson Ek (B)      | Švédsko   | Anaheim Ducks                                      | Farjestad BK J20 (SuperElit)         |
| 154 | Tomáš Vomáčka (B)         | Česko     | Nashville Predators                                | Corpus Christi IceRays (NAHL)        |
| 155 | Linus Ölund (C)           | Švédsko   | Pittsburgh Penguins                                | Brynas IF (SHL)                      |

### Šesté kolo
| #   | Hráč                     | Národnost | Tým NHL                                                  | Studentský/juniorský/klubový tým                |
| --- | ------------------------ | --------- | -------------------------------------------------------- | ----------------------------------------------- |
| 156 | Děnis Smirnov (PK)       | Rusko     | Colorado Avalanche (z Colorada přes San Jose)            | Penn State University (B1G)                     |
| 157 | Dominik Lakatoš (C)      | Česko     | New York Rangers (z Vancouveru)                          | HC Bílí Tygři Liberec (ČELH)                    |
| 158 | Nick Campoli (C)         | Kanada    | Vegas Golden Knights                                     | North York Rangers (OJHL)                       |
| 159 | Jacob McGrew (PK)        | USA       | San Jose Sharks (z Arizony)                              | Spokane Chiefs (WHL)                            |
| 160 | Aarne Talvitie (C)       | Finsko    | New Jersey Devils                                        | Blues (junioři) (Jr. A SM-liiga)                |
| 161 | Jiří Patera (B)          | Česko     | Vegas Golden Knights (z Buffala)                         | HC Ceske Budejovice (junioři) (Czech (junioři)) |
| 162 | John Adams (PK)          | USA       | Detroit Red Wings                                        | Fargo Force (USHL)                              |
| 163 | Brett Davis (PK)         | Kanada    | Dallas Stars                                             | Kootenay Ice (WHL)                              |
| 164 | Reilly Webb (O)          | Kanada    | Detroit Red Wings (z Floridy)                            | Hamilton Bulldogs (OHL)                         |
| 165 | Arnaud Durandeau (LK)    | Kanada    | New York Islanders (z Los Angeles)                       | Halifax Mooseheads (QMJHL)                      |
| 166 | Brendan De Jong (O)      | Kanada    | Carolina Hurricanes                                      | Portland Winterhawks (WHL)                      |
| 167 | Arvid Holm (B)           | Švédsko   | Winnipeg Jets                                            | Karlskrona HK J20 (SuperElit)                   |
| 168 | Olle Lycksell (PK)       | Švédsko   | Philadelphia Flyers                                      | Linkoping HC J20 (SuperElit)                    |
| 169 | Nicklaus Perbix (O)      | USA       | Tampa Bay Lightning                                      | Elk River High School (USHS)                    |
| 170 | Jonathan Davidsson (PK)  | Švédsko   | Columbus Blue Jackets (z týmu NY Islanders přes Chicago) | Djurgardens IF (SHL)                            |
| 171 | D'Artagnan Joly (PK)     | Kanada    | Calgary Flames                                           | Baie-Comeau Drakkar (QMJHL)                     |
| 172 | Ryan McGregor (C)        | Kanada    | Toronto Maple Leafs                                      | Sarnia Sting (OHL)                              |
| 173 | Cedric Pare (C)          | Kanada    | Boston Bruins                                            | Saint John Sea Dogs (QMJHL)                     |
| 174 | Morgan Barron (C)        | Kanada    | New York Rangers (z týmu San Jose)                       | St. Andrew's College (CISAA)                    |
| 175 | Trenton Bourque (O)      | Kanada    | St. Louis Blues                                          | Owen Sound (OHL)                                |
| 176 | Pavel Koltygin (C)       | Rusko     | Nashville Predators (z týmu NY Rangers)                  | Drummondville Voltigeurs(QMJHL)                 |
| 177 | Skyler Brind'Amour (C)   | USA       | Edmonton Oilers                                          | Selects Academy U18 (USPHL 18U)                 |
| 178 | Andrej Světlakov (C)     | Rusko     | Minnesota Wild                                           | CSKA Moskva (KHL)                               |
| 179 | Carson Meyer (PK)        | USA       | Columbus Blue Jackets                                    | Miami University (NCHC)                         |
| 180 | Cole Guttman (C)         | USA       | Tampa Bay Lightning (z týmu Montreal)                    | Dubuque Fighting Saints (USHL)                  |
| 181 | Petrus Palmu (PK)        | Finsko    | Vancouver Canucks (z týmu Chicago)                       | Owen Sound Attack (OHL)                         |
| 182 | Benton Maass (O)         | USA       | Washington Capitals                                      | Elk River High (USHS)                           |
| 183 | Jordan Hollett (B)       | Kanada    | Ottawa Senators                                          | Regina Pats (WHL)                               |
| 184 | Sebastian Repo (PK)      | Finsko    | Florida Panthers (z týmu Anaheim)                        | Tappara (Liiga)                                 |
| 185 | Alexander Chmelevski (C) | USA       | San Jose Sharks (z týmu Nashville přes New Jersey)       | Ottawa 67's (OHL)                               |
| 186 | Antti Palojarvi (O)      | Finsko    | Pittsburgh Penguins                                      | Lukko (junioři) (Jr. A SM-liiga)                |

### Sedmé kolo
| #   | Hráč                            | Národnost | Tým NHL                                                 | Studentský/juniorský/klubový tým |
| --- | ------------------------------- | --------- | ------------------------------------------------------- | -------------------------------- |
| 187 | Nick Leivermann (O)             | USA       | Colorado Avalanche                                      | Eden Prairie High (USHS)         |
| 188 | Matt Brassard (O)               | Kanada    | Vancouver Canucks                                       | Oshawa Generals (OHL)            |
| 189 | Ben Jones (C)                   | Kanada    | Vegas Golden Knights                                    | Niagara IceDogs (OHL)            |
| 190 | Erik Walli Walterholm (PK)      | Švédsko   | Arizona Coyotes                                         | Djurgardens IF J18 (J18-Allsv.)  |
| 191 | Jocktan Chainey (O)             | Kanada    | New Jersey Devils                                       | Halifax Mooseheads (QMJHL)       |
| 192 | Linus Weissbach (LK)            | Švédsko   | Buffalo Sabres                                          | Tri-City Storm (USHL)            |
| 193 | Brady Gilmour (C)               | Kanada    | Detroit Red Wings                                       | Saginaw Spirit (OHL)             |
| 194 | Dylan Ferguson (B)              | Kanada    | Dallas Stars                                            | Kamloops Blazers (WHL)           |
| 195 | Victor Berglund (O)             | Švédsko   | Boston Bruins (z týmu Florida)                          | MODO J20 (SuperElit.)            |
| 196 | Wyatt Kalynuk (O)               | Kanada    | Philadelphia Flyers (z týmu Los Angeles přes Tampa Bay) | Bloomington Thunder (USHL)       |
| 197 | Ville Räsänen (O)               | Finsko    | Carolina Hurricanes                                     | Jokipojat (Mestis)               |
| 198 | Skyler McKenzie (LK)            | Kanada    | Winnipeg Jets                                           | Portland Winterhawks (WHL)       |
| 199 | Cayden Primeau (B)              | USA       | Montreal Canadiens (z týmu Philadelphia)                | Lincoln Stars (USHL)             |
| 200 | Samuel Walker (C)               | USA       | Tampa Bay Lightning                                     | Edina High (USHS)                |
| 201 | Logan Cockerill (LK)            | USA       | New York Islanders                                      | U.S. NTDP (USHL)                 |
| 202 | Filip Sveningsson (LK)          | Švédsko   | Calgary Flames                                          | HV71 J20 (SuperElit)             |
| 203 | Ryan O'Connell (O)              | Kanada    | Toronto Maple Leafs                                     | St. Andrew's College (CISAA)     |
| 204 | Daniel Bukač (O)                | Česko     | Boston Bruins                                           | Brandon Wheat Kings (WHL)        |
| 205 | Jegor Zajcev (O)                | Rusko     | New Jersey Devils (z týmu San Jose)                     | Dynamo Moskva (KHL)              |
| 206 | Anton Andersson (O)             | Švédsko   | St. Louis Blues                                         | Lulea HF J20 (SuperElit)         |
| 207 | Patrik Virta (C)                | Finsko    | New York Rangers                                        | TPS (Liiga)                      |
| 208 | Philip Kemp (O)                 | USA       | Edmonton Oilers                                         | U.S. NTDP (USHL)                 |
| 209 | Nick Swaney (PK)                | USA       | Minnesota Wild                                          | Waterloo Black Hawks (USHL)      |
| 210 | Robbie Stucker (O)              | USA       | Columbus Blue Jackets                                   | St. Thomas Academy (USHS)        |
| 211 | Croix Evingson (O)              | USA       | Winnipeg Jets (z týmu Montreal)                         | Shreveport Mudbugs (NAHL)        |
| 212 | Ivan Čechovič (LK)              | Rusko     | San Jose Sharks (z týmu Chicago)                        | Baie-Comeau Drakkar (QMJHL)      |
| 213 | Kristian Røykås Marthinsen (LK) | Norsko    | Washington Capitals                                     | Almtuna IS J20 (J20 Elit)        |
| 214 | Matthew Hellickson (O)          | USA       | New Jersey Devils (z týmu Ottawa přes San Jose)         | Sioux City Musketeers (USHL)     |
| 215 | Joshua Ess (O)                  | USA       | Chicago Blackhawks (z týmu Anaheim)                     | Lakeville South (USHS)           |
| 216 | Jacob Paquette (O)              | Kanada    | Nashville Predators                                     | Kingston Frontenacs (OHL)        |
| 217 | William Reilly (O)              | Kanada    | Pittsburgh Penguins                                     | RPI (ECAC)                       |

## Draftovaní podle národnosti
| Pořadí | Země            | Počet | Podíl v % | Nejvyšší výběr                   |
|        | Severní Amerika | 128   | 59.0%     |                                  |
| ------ | --------------- | ----- | --------- | -------------------------------- |
| 1      | Kanada          | 81    | 37.3%     | Nolan Patrick, 2.                |
| 2      | USA             | 47    | 21.7%     | Casey Mittelstadt, 8.            |
|        | Evropa          | 89    | 41.0%     |                                  |
| 3      | Švédsko         | 27    | 12.4%     | Elias Pettersson, 5.             |
| 4      | Finsko          | 23    | 10.6%     | Miro Heiskanen, 3.               |
| 5      | Rusko           | 18    | 8.3%      | Klim Kostin, 31.                 |
| 6      | Česko           | 9     | 4.1%      | Martin Nečas, 12.                |
| 7      | Švýcarsko       | 3     | 1.4%      | Nico Hischier, 1.                |
| 8      | Dánsko          | 2     | 0.9%      | Jonas Røndbjerg, 65.             |
|        | Slovensko       | 2     | 0.9%      | Adam Růžička, 109.               |
| 10     | Německo         | 1     | 0.5%      | Leon Gawanke, 136.               |
|        | Francie         | 1     | 0.5%      | Alexandre Texier, 45.            |
|        | Slovinsko       | 1     | 0.5%      | Jan Drozg, 152.                  |
|        | Norsko          | 1     | 0.5%      | Kristian Røykås Marthinsen, 213. |
|        | Bělorusko       | 1     | 0.5%      | Maxim Suško, 107.                |